# Mykita
MYKITA es un fabricante de gafas de lujo con sede en Berlín, Alemania, conocido internacionalmente por sus monturas de prescripción y gafas de sol hechas a mano.

## Compañía
La empresa fue fundada por Harald Gottschling, Daniel Haffmans, Philipp Haffmans, y Moritz Krüger en 2003. Todos sus productos son realizados a mano en su fábrica de Berlín, a menudo llamada Mykita HAUS. En 2006, Mykita se trasladó a Brunnenstraße, en el distrito de Mitte, donde permanecería durante otros ocho años antes de finalmente trasladarse a su actual sede, en la histórica Pelikan-Haus de Berlín, Kreuzberg, en 2014. El nombre Mykita proviene de “Kita” (una abreviatura común de Kindertagesstätte), siendo una referencia a la primera sede de la empresa en una antigua guardería.
En 2015, Gottschling, Haffmans y Haffmans anunciaron su renuncia a la compañía, dejando a Krüger como CEO y Director Creativo.

## Productos
Hasta la fecha, Mykita ha lanzado varias colecciones y colaboraciones con diseñadores internacionales, siendo la mayoría de ellas gafas de sol y monturas ópticas.
Además, las lentes tintadas de todas sus colecciones presentan un revestimiento antirreflectante y ofrecen protección contra los rayos UVA y UVB.
En 2004, Mykita lanzó su primera colección, la Colección NO1. Estas monturas están hechas de acero inoxidable y presentan un diseño patentado sin bisagras, tornillos ni soldaduras. La Colección NO2, lanzada poco después, comprende monturas de acetato e incluye tanto modelos de prescripción graduados como gafas de sol. Las líneas Lite, Decades y Luxe se añadieron posteriormente a la gama de productos. De esta forma, cada colección se caracteriza por su único diseño e innovaciones técnicas.
En 2010, Mykita introduciría el Mylon, un nuevo material basado en la poliamida, y pionero en la industria óptica mediante el uso de tecnología de impresión 3D. La técnica de sinterización selectiva por láser (SLS) se utiliza para fabricar monturas de forma individual y sin restricciones vinculadas con la forma. Se basa en un proceso de producción de cero residuos o 'basura cero', reciclando para su posterior uso cualquier resto de polvo ultrafino no utilizado. Según el fabricante, el Mylon ofrece una amplia gama de opciones de diseño gracias a su ligereza; además, la adaptabilidad térmica del material hace que las monturas sean totalmente ajustables.
Para celebrar su octavo aniversario, la compañía publicó el libro Mykita 8 Book, que incluye obras de artistas y fotógrafos famosos, como Bernhard Willhelm, Mark Borthwick, Agathe Snow, Billy and Hells, Sarah Illenberger, Lina Ekstrand, Bengtsson, Mikio Hasui, Signe Kjaer y Kristin Loschert.

## Premios
2007
- Ganador: Premio de Diseño de Producto iF (NO1 - Erik)
- Ganador: Premio de Diseño Red Dot para el diseño de productos (NO1)
- Nominado: Silmo d'Or para Producto Ambiental

2008
- Ganador: Premio de Diseño de Producto iF (NO2 - Curt)
- Nominado: DesignPreis (NO1 - Erik)

2009
- Ganador: Premio al Buen Diseño de EE. UU. (NO1 - Grace)
- Nominado: DesignPreis (NO2 - Curt)

2010
- Ganador: Premio de diseño Red Dot para el diseño de productos (Lite - Oda)
- Ganador: Premio de Diseño de Producto iF (NO2 - Dries)
- Ganador: Sociedad de Diseñadores Industriales de América (NO2 - Dries)
- Ganador: Premio de la Sociedad de Diseñadores Industriales de América (IDSA) (No1 - Brooke)
- Nominado: Deutscher Gründerpreis para el artista más prometedor (Mykita)
- Nominado: Premio Internacional de Excelencia en Diseño de Productos (Imit - Brooke)
- Mención de honor: Premio de diseño Red Dot (NO2 - Dries)

2011
- Ganador: Premio de diseño Red Dot para el diseño de productos (Luxe - Johannes)
- Ganador: Premio del Proceso iF (Mylon)
- Ganador: Premio al Buen Diseño de Japón (Mint - Takumi)
- Nominado: DesignPreis (NO1 - Grace)
- Nominado: DesignPreis (Lite - Oda)
- Nominado: DesignPreis (NO2 - Se seca)
- Mención de honor: Premio Internacional de Diseño (libro Mykita Eight)

2012
- Ganador: Premio del Club de Directores de Arte por Publicaciones Corporativas (Mykita lookbook)
- Ganador: Premio de diseño Red Dot por el diseño de la comunicación (libro Mykita Eight)
- Ganador: Premio de diseño Red Dot para el diseño de productos (Mylon)
- Ganador: Premio DDC a la comunicación de marketing (libro de Mykita Eight)
- Nominado: Premio Alemán de Diseño (Mylon)

2013
- Ganador: Premio Alemán de Diseño (Lite - Sigur)
- Ganador: Premio Internacional de Diseño (Lite - Sigur)
- Ganador: Premio de diseño Red Dot para el diseño de productos (Mylon - Basky)
- Ganador: Premio de diseño Red Dot por Diseño de Comunicación (Lookbook Mykita Mylon)
- Ganador: iF Communication Design Award por Comunicación Corporativa (libro Mykita Eight)
- Ganador: Premio de diseño y Competición (Mylon - Basky)
- Ganador: Premio Design for Asia (Basky)
- Ganador: Premio Materialica Design & Technology (Mylon)
- Ganador: Premio al Buen Diseño de Japón (Mylon)

2014
- Ganador: Premio Design for Asia (Mylon - Basky)
- Ganador: Good Design Award Japan (Lite - Ellinor)
- Ganador: Premio de comunicación Red Dot (Out of this World)
- Ganador: Premio de diseño (Mykita - Damir Doma)
- Ganador: Premios de Icono (Mykita - Shop West)
- Nominado: Premio Alemán de Diseño (Lite - Sigur)
- Nominado: Premio Internacional a la Excelencia en el Diseño (Mykita - Damir Doma)
- Mención de honor: Premio Alemán de Diseño (Mylon)

2015
- Ganador: Premio Internacional de Diseño para el Diseño de Productos (Mylon - Jiro)
- Ganador: Premio Good Design Award USA por el diseño de productos (Mykita / Damir Doma - Bradfield)
- Ganador: Premio al Buen Diseño de Japón por el diseño de productos (Mykita / Damir Doma - Bradfield)
- Ganador: Premio Alemán de Diseño de Interiores (Mykita Shop en Nueva York)

2016
- Ganador: Premio de diseño 'A' (Mykita / Damir Doma - Madeleine)
- Ganador: Premio Red Dot al diseño de productos (Lite - Nukka)
- Mención de honor: Premio Alemán de Diseño (Mykita + Maison Margiela - MMDUAL001)
- Mención de honor: Premio Alemán de Diseño (Mykita Shop en Berlín Oeste)

2017
- Ganador: Premio Red Dot al diseño de productos (Estudio - 1.1)
- Ganador: Premio Red Dot al diseño de productos (Estudio - 1.2)

2018
- Ganador: Premio Red Dot al diseño de productos (Lessrim - Aimi)
- Ganador: Premio Red Dot al diseño de productos (Lessrim - Eito)
- Ganador: Premio Red Dot al diseño de productos (Lessrim - Ryo)
- Ganador: Premio Red Dot al diseño de productos (Lessrim - Yoko)

2019
- Ganador: Premio Red Dot para el diseño de productos (Lessrim - Elgard)

## Colaboraciones
En 2009, Mykita y el diseñador de moda alemán Bernhard Wilhelm lanzaron conjuntamente una colección de gafas. El modelo de gafas de sol efecto espejo "Franz", de esta colección, gozó de la atención de los medios internacionales después de ser usado por la actriz Sarah Jessica Parker en la película Sex and the City 2. En 2012, Mykita anunciaría una colaboración con Damir Doma, la aclamada casa de moda con sede en París[x]. Juntos crearon las gafas Damir Doma, que fusionan la estética de Damir Doma con la última tecnología desarrollada por Mykita. Todos sus productos están hechos a mano en Alemania y se distribuyen en selectas tiendas de lujo especializadas por todo el mundo.
En abril de 2014, Mykita uniría fuerzas con la casa de moda parisina Maison Margiela. Esta colección Mykita + Maison Margiela combina la reinterpretación de las formas históricas, la experimentación con la construcción/deconstrucción, y un enfoque poco convencional de los materiales. La colección se lanzaría con una campaña fotográfica hecha por Charles Frèger y un cortometraje dirigido por el dúo francés Julien Soulier y Adrien Landre.
Otros artistas y diseñadores de moda con los que Mykita ha trabajado incluyen a Moncler, Romain Kremer, Marios Schwab, Alexandre Herchcovitch, Agathe Snow y Beth Ditto, y la marca de cosméticos Uslu Airlines, con quienes cocrearon tres gafas de sol estilo aviador, cuyos colores de montura van a juego con el color del esmalte de uñas que las acompaña. Así mismo, Mykita realizó una colaboración de accesorios con la marca francesa conceptual de artículos de viaje Côte&Ciel. También ha colaborado con los diseñadores Ambush, Tim Coppens y MM6 Maison Margiela, creando modelos de gafas únicos.
En 2019, Mykita lanzaría la colección Mykita Helmut Lang, en colaboración con Helmut Lang, la marca neoyorquina de moda fundada por Helmut Lang en 1986.  En 2020, la marca lanzó una colaboración con Leica, un fabricante alemán de cámaras y ópticas.
Desde hace varios años, Mykita ha trabajado junto al fotógrafo británico Mark Borthwick en sus diferentes campañas anuales. El artista de Brooklyn, conocido por sus imágenes minimalistas caracterizadas por una saturación de colores, es considerado uno de los más influyentes fotógrafos de los años 90, gracias, entre otras cosas, a su trabajo en múltiples revistas como “The Face and i-D Magazine”. Mark Borthwick, que lleva colaborando con Mykita desde hace mucho tiempo, ha conseguido dar forma al lenguaje visual de la marca, un estilo intacto y cálido con unos efectos de colores experimentales como la de un prisma.

## Tiendas MYKITA
Mykita cuenta con un gran número de establecimientos de venta al por menor repartidos internacionalmente en Berlín (Alemania), Barcelona (España), Cartagena de Indias (Colombia), Los Ángeles (EE. UU.), Monterrey (México), Nueva York (EE. UU.), París (Francia), Tokio (Japón), Washington D. C. (EE. UU.), Zúrich (Suiza). A partir de 2020, esperan seguir abriendo nuevas tiendas en Hamburgo y en el Upper East Side de Nueva York. Además de vender en sus propias tiendas, Mykita vende en ópticas y tiendas de moda seleccionadas en más de 80 países alrededor del mundo.